# Vitalii Romanenko
Vitalii Romanenko (n. 13 iulie 1926, Kiev, RSS Ucraineană, URSS – d. 3 octombrie 2010, Kiev, Ucraina) a fost un trăgător de tir ucrainean ce a reprezentat Uniunea Sovietică, medaliat olimpic. A participat la o ediție a Jocurilor Olimpice (1956) în care a câștigat o medalie de aur.

## Participări
Lista de mai jos prezintă principalele competiții la care a participat Vitalii Romanenko de-a lungul carierei.
- shooting at the 1956 Summer Olympics – men's 100 metre running deer, single and double shot[*]